# Juan María Gavaldá
Juan María Gavaldà (nacido el 6 de agosto de 1954  en Tortosa Tarragona) es un entrenador de baloncesto español que actualmente ocupa el cargo de presidente de la Asociación Española de Entrenadores de Baloncesto (AEEB), de la Unión Europea de Asociaciones de Entrenadores de Baloncesto (EUABC) y que forma parte del comité ejecutivo de la Asociación Mundial de Entrenadores (WABC). A inicios de los 90 ejerció como comentarista de televisión para La 2 de RTVE.

## Trayectoria profesional
Empezó entrenando en categoría senior en el barcelonés CB Cibes que competía en Segunda División femenina consiguiendo en el 1981 ascender a Primera División. En esta categoría se mantendría hasta el 1984 al frente del mismo equipo, que cambió su denominación a CB Betania hasta el 1984 destacando la participación del equipo en la Copa Ronchetti en el 1983 por primera y única vez en la historia de la entidad barcelonesa.
En la temporada 84-85 siguió en la Primera División Femenina pero al frente del CB L'Hospitalet.
El BC Andorra requirió sus servicios como entrenador del senior masculino de 2a Nacional en la temporada 85-86, cambiando así el baloncesto femenino por el masculino, y proclamándose con el equipo campeón de España de Segunda División y ascendiendo a Primera 'B', aunque no pudo continuar en el club del Principado al recibir una oferta para dirigir en ACB al TDK Manresa.
En Manresa permaneció dos temporadas consiguiendo la permanencia en ambas y alcanzando el subcampeonato en la Copa del Príncipe en 1987 y clasificándose para la Copa Korac. 
En el curso 1988-89 se incorporó al banquillo del recién ascendido Valvi Girona pero no pudo contribuir a la permanencia del club en ACB el año de su debut. Finalmente el descenso no materializó al adquirir el club los derechos de una plaza sobrante por la fusión del Español y el Granollers.
Tras unos años apartado de la alta competición en los que desarrolló una carrera como comentarista técnico de los partidos de baloncesto retransmitidos por TVE, fichó por el Argal Huesca con el que no pudo evitar la última plaza en ACB pese a no acabar descendiendo en la que sería su última experiencia en el máximo nivel.
En los años posteriores dirigió al Valentine Montcada en Segunda Nacional y posteriormente desde el 1995 al 1999 al Condis Gramenet con el que ascendió desde Primera Autonómica hasta la exigente Liga EBA. Debido a su buen hacer en Santa Coloma fue fichado por el Llobregat Centre Cornellà con el que se proclamó campeón de Liga EBA en el 2000 ascendiendo a LEB 2 y, en su primera temporada, ascendiendo a LEB1 en el 2001.
Tras no poder mantener la categoría en la antesala a la ACB con el Cornellà en el 2002 recaló en el CB Valls con el que volvió a cosechar un nuevo ascenso a LEB en la temporada 2003-04 siendo además escogido como mejor entrenador por la Asociación Catalana de Entrenadores de Baloncesto (ACEB). Su última experiencia como técnico se produjo en la temporada 2004-05 en Valls, no pudiendo mantener la categoría en la exigente LEB.
A partir de su retirada de los banquillos Gavaldà fue escogido presidente de la Asociación Española de Entrenadores de Baloncesto en 2005, cargo que aún ostenta, y posteriormente, en 2007, presidente de la Unión Europea de Asociaciones de Entrenadores de Baloncesto. 
En el periodo 2014-19 forma parte del Comité Ejecutivo de la WABC (Asociación Mundial de Entrenadores).